# 筑紫葛子
筑紫 葛子（つくし の くずこ）は、6世紀（古墳時代後期）の豪族。カバネは君。
磐井（筑紫君磐井）の子である。『日本書紀』では「筑紫君葛子（つくしのきみ くずこ）」と表記される。

## 記録
『日本書紀』によると、継体天皇21年から同22年（527年?-528年?）に父の磐井（筑紫君磐井）と朝廷軍との間に戦いが発生したが、継体天皇22年11月に磐井は敗死した（磐井の乱）。同年12月、子の葛子は死罪を贖うことを求め、糟屋屯倉（旧筑前国糟屋郡付近、現在の福岡県糟屋郡・福岡市東区付近に比定）を朝廷に献じたという。
なお、『筑後国風土記』逸文では磐井に関する記述はあるが、葛子に関する記述はない。

## 墓

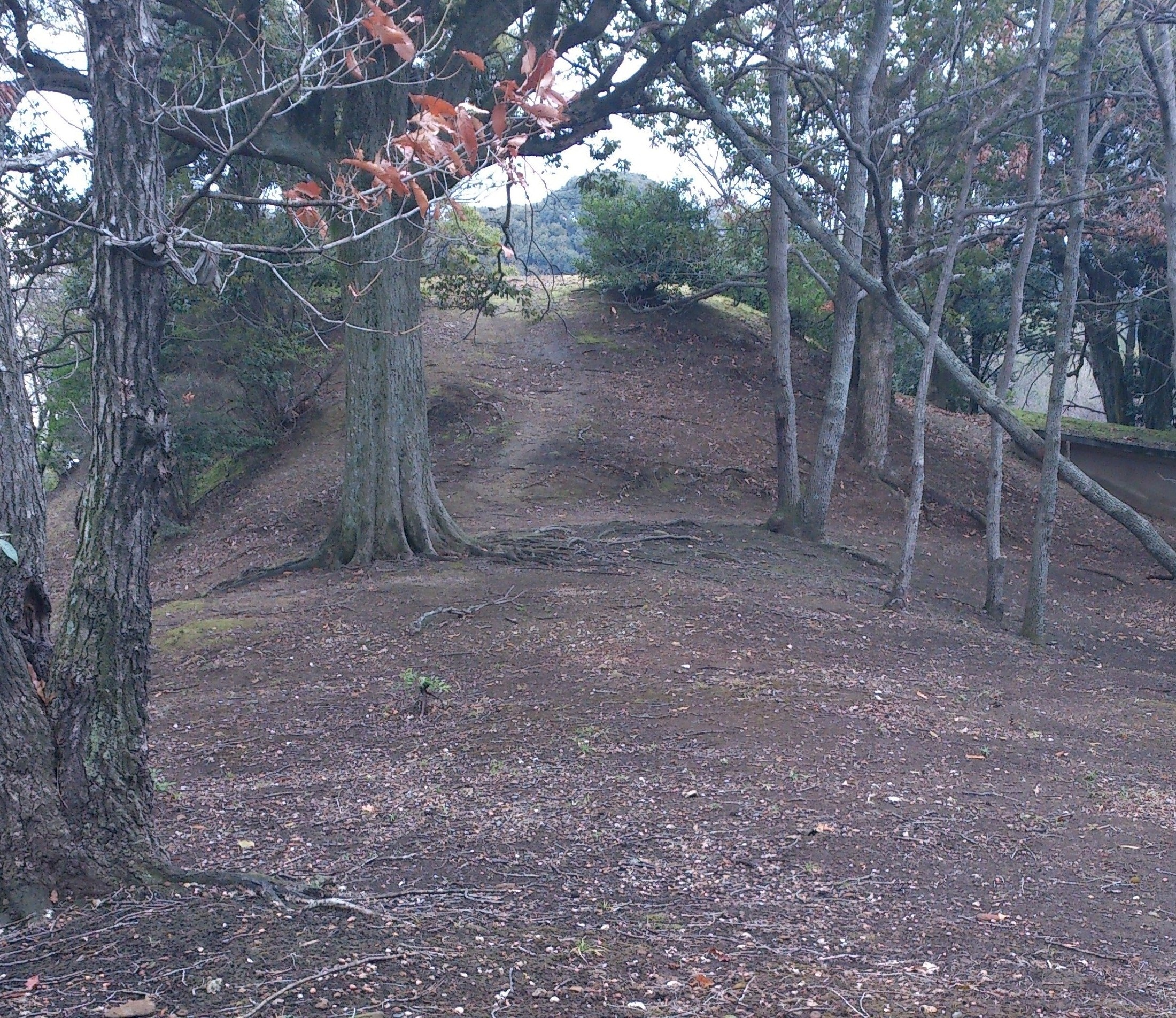
乗場古墳（福岡県八女市）一説に葛子の墓とされる。

葛子のその後に関する記載はないが、殺された旨の記述がないため生き永らえたものと推測される。また葛子の墓に関する記述もないが、八女古墳群のうち岩戸山古墳（福岡県八女市吉田）が筑紫磐井の墓に比定されることから、古墳群中で岩戸山古墳次世代の古墳が葛子の墓になると推定されている。その中で、乗場古墳（八女市吉田）を葛子の墓に比定する説が従来知られるが、近年の発掘調査により善蔵塚古墳（八女郡広川町六田）や鶴見山古墳（八女市豊福）の可能性も指摘されている。

## 考証
『日本書紀』において筑紫葛子が献じたとする糟屋屯倉の記述は、献じた土地をヤマト王権側で屯倉と定めたものとされるが、この記述をヤマト王権側の視点による潤色と見なして、実際には王権が自ら筑紫君の支配域内に設定したと推測する説がある。また、この屯倉は対朝鮮交通における要衝に位置することから、この屯倉設定により王権の朝鮮交渉が進展したと見られている。『日本書紀』では、筑紫地域において他に穂波屯倉、鎌屯倉、那津官家などの屯倉の設置が知られる。
なお、史書では葛子の後も7世紀末まで筑紫君（筑紫氏）一族の名が見られ、その活躍が認められている。